# 福士川渓谷
福士川渓谷（ふくしがわけいこく）は山梨県南巨摩郡南部町にある渓谷。

## 概要
篠井山などの身延山地から流れ出た福士川（富士川水系）の浸食作用によってできたものであり、渓谷内には「七つ釜の滝」や「風吹きの滝」などの滝があり、周辺にはヤマモミジをはじめシデやナラ、ケヤキなどか自生しているため、秋頃になると山々が赤・黄・緑と多くのコントラストを眺めることができる。
周辺には日帰り入浴施設「奥山温泉」とキャンプ場「福士川渓谷青少年旅行村」がある。また下流側の徳間バス停付近には公共施設「山水徳間の里」があり、そば打ち体験や竹細工、ヤマメの釣り堀がある。

## 交通アクセス
福士川の上流側にある。
- 南部町営バス徳間バス停下車、福士川渓谷へは徒歩60分。
  - 徳間バス停までは身延線内船駅から40分、十島駅から50分程度。但し休日は運休のうえ一部が役場前で乗り継ぎとなる（乗り継ぎの時間は考慮されていない）。
- 内船駅または井出駅からタクシー30分。
- 中部横断自動車道富沢ICより車20分。